# Loxsteeg
Die Hofstelle Loxsteeg ist ein Ortsteil der Gemeinde Lindlar, im Oberbergischen Kreis und Regierungsbezirk Köln in Nordrhein-Westfalen (Deutschland).

## Lage und Beschreibung
Loxsteeg liegt südwestlich von Lindlar und nördlich von Hohkeppel, im Tal des Lennefer Bachs. Nachbarortschaften sind Köttingen, Müllemich und Vellingen.

## Geschichte
Loxsteeg wurde 1478 das erste Mal urkundlich als loxhoiff erwähnt.
Aufgrund § 10 und § 14 des Köln-Gesetzes wurde 1975 die Gemeinde Hohkeppel aufgelöst und umfangreiche Teile in Lindlar eingemeindet. Darunter auch Loxsteeg.

## Busverbindungen
Durch Loxsteeg verkehrt die Buslinie 421 (RVK) nach Lindlar, Bensberg und Köln sowie die Linie 398 (OVAG) nach Hohkeppel und Lindlar.